# Југословенска левица
Југословенска левица (позната и као: Југословенска удружена левица; скраћено: ЈУЛ) била је политичка странка у Савезној Републици Југославији и Републици Србији. На свом врхунцу, странка је имала 20 места у Народној скупштини Републике Србије након општих избора 1997.

## Идеологија
ЈУЛ се изјашњавао као странка свих „левичарских и прогресивних снага које су веровале да је општи интерес увек изнад приватног интереса”, а чинили су је они који се залажу за комунизам, социјализам, зелену политику, социјалдемократију и демократски социјализам. Разни извори су ЈУЛ оценили као крајње левичарску, но доктор политичких наука Србобран Бранковић напомиње да је „њена политика била потпуно супротна њеној реторици.”

## Историја
Основана је 1994. спајањем 19 левичарских странака, предвођених Савезом комуниста — Покретом за Југославију (СК—ПЈ). Новонасталу странку предводила је Мира Марковић, првобитно у звању председнице Дирекције.
За разлику од Социјалистичке партије Србије (СПС) и њене савезнице Демократске партије социјалиста Црне Горе (ДПС) које су биле директни наследници Савеза комуниста Србије и Црне Горе, Југословенска левица је била странка са члановима из читаве СР Југославије.
Упркос овим разликама, ЈУЛ и СПС су блиско сарађивали. ЈУЛ углавном није посебно излазио на изборе већ искључиво у склопу коалиције. Неколико чланова СПС-а је у некој фази прешло у ЈУЛ.
Странка је 24. и 25. марта 1995. године одржала 1. конгрес у Сава центру у Београду, а за председника је изабран позоришни редитељ Љубиша Ристић.
ЈУЛ се 1996. придружио Левој коалицији коју су чинили СПС и Новом демократијом. После избора 1997. године, странка је имала 20 посланика и више представника у разним локалним скупштинама. У другој влади Мирка Марјановића имао је пет министарских места.
На 2. конгресу одржаном 6. априла 2002. у Крагујевцу, Мира Марковић је изабрана за председника Југословенске левице.
Имао је минимално присуство у политици Црне Горе. На свом врхунцу, ЈУЛ је био део Патриотске коалиције за Југославију на изборима 2002. са Народном социјалистичком партијом Црне Горе и Српском радикалном странком. Коалиција је освојила мање од 3% гласова и ниједно посланичко место.
На изборима 2003. ЈУЛ је освојио само 0,1% гласова. Странка је званично престала да постоји 12. априла 2010. године.

## Међународна сарадња
ЈУЛ је посетио скупове неколико левичарских политичких група у Европи и свету. Одржавао је везе са Комунистичком партијом Кине, Комунистичком партијом Кубе и Радничком партијом Кореје.

## Бирачка база
Друштвена база је углавном била међу сељацима и радницима, али је имала и припаднике такозване nouveau riche Србије у време Милошевићевог мандата, као и много високих државних службеника и војног особља. Током 1990-их, противници Милошевићеве владе понекад су спомињали ЈУЛ „огранак Комунистичке партије Кине у Југославији”.

## Резултати на изборима

### Парламентарни избори у Србији
| Година | # гласова | % од важећих | # мандата | Промена | Коалиција | Статус      |
| ------ | --------- | ------------ | --------- | ------- | --------- | ----------- |
| 1997.  | 1.418.036 | 34,26%       | 20 / 250  | 20      | ЛК        | влада       |
| 2000.  | 14.324    | 0,38%        | 0 / 250   | 20      |           | без мандата |
| 2003.  | 3.771     | 0,09%        | 0 / 250   | 0       |           | без мандата |

### Парламентарни избори у Црној Гори
| Година | # гласова | % од важећих | # мандата | Промена | Коалиција | Статус      |
| ------ | --------- | ------------ | --------- | ------- | --------- | ----------- |
| 1996.  | 1.668     | 0,55%        | 0 / 250   | нова    |           | без мандата |
| 1998.  | 345       | 0,10%        | 0 / 250   | 0       |           | без мандата |
| 2001.  | 190       | 0,05%        | 0 / 250   | 0       |           | без мандата |
| 2002.  | 9.911     | 2,84%        | 0 / 250   | 0       | ПКЈ       | без мандата |

## Истакнути чланови ЈУЛ-а
- Мира Марковић, доктор социолошких наука;
- Љубиша Ристић, позоришни редитељ;
- Слободан Панов, професор Правног факултета Универзитета у Београду;
- Милован Бојић, професор Медицинског факултета Универзитета у Београду и начелник ИКВБ Дедиње;
- Нада Поповић Перишић, историчарка књижевности, научна сарадница Институту за књижевности уметност;
- Жељко Митровић, медијски предузетник и музичар;
- Александар Вулин, политичар;
- Милорад Мандић Манда, глумац;
- Десимир Станојевић, глумац.